# Merisus harmolitae
Merisus harmolitae är en stekelart som beskrevs av Charles Joseph Gahan 1927. Merisus harmolitae ingår i släktet Merisus och familjen puppglanssteklar. Inga underarter finns listade i Catalogue of Life.